# Mike Jaeger
Mike Jaeger ist ein Sammelpseudonym für die Autoren der Buchreihe Das Omega Team, geschrieben nach dem Exposés von Robert Brack und Peter Hetzel. 
Unter diesem Namen haben folgende Autoren publiziert:
- Jürgen Alberts
- Ingolf Behrens
- Reinhard Jahn
- Hartmut Mechtel
- Peter Schmidt
- Walter Wehner

## Veröffentlichungen
- Sabotage, 2000 (Alberts)
- Eurokiller, 1999 (Jahn & Wehner)
- Feuervogel, 1999 (Schmidt)
- Höllenhunde, 1999 (Mechtel)
- Killerviren, 1999 (Behrens)

alle Rowohlt-Taschenbuch-Verlag, Reinbek bei Hamburg